# Porto Belo
Porto Belo is een gemeente in de Braziliaanse deelstaat Santa Catarina. De gemeente telt 14.228 inwoners (schatting 2009).
De plaats ligt op een schiereiland aan de Atlantische Oceaan.

## Aangrenzende gemeenten
De gemeente grenst aan Bombinhas, Itapema en Tijucas.

## Verkeer en vervoer
De plaats ligt in de buurt van de weg BR-101 tussen Touros en São José do Norte.